# Апухтино (Орловская область)
Апухтино — деревня в Свердловском районе Орловской области. Входит в состав Никольского сельского поселения.

## География
Деревня находится в центральной части области, в лесостепной зоне, в пределах центральной части Среднерусской возвышенности, на берегу реки Малая Рыбница.
Уличная сеть представлена одним объектом: Полевая улица.
Географическое положение: в 19 километрах от районного центра — посёлка городского типа Змиёвка, в 30 километрах от областного центра — города Орёл и в 355 километрах от столицы — Москвы.

## Население
| 2010 |
| ---- |
| 9    |

## Инфраструктура
Личное подсобное хозяйство.

## Транспорт
Просёлочная дорога.